# Zimmermannshof (przystanek kolejowy)
Zimmermannshof – zlikwidowany wąskotorowy przystanek kolejowy przy drodze Casekow – Wartin na północ od Casekow na linii kolejowej Casekow Ldb. – Pomorzany Wąskotorowe, w powiecie Uckermark, w kraju związkowym Brandenburgia, w Niemczech.